# 阿夫尔河畔当皮埃尔
阿夫尔河畔当皮埃尔（法語：Dampierre-sur-Avre，法語發音：[dɑ̃pjɛʁ syʁ avʁ]）是法国厄尔-卢瓦省的一个市镇，属于德勒区。

## 地理
阿夫尔河畔当皮埃尔（48°45'45"N, 1°8'58"E）面积18.27 平方千米，位于法国中央-卢瓦尔河谷大区厄尔-卢瓦省，该省份为法国北部内陆省份，北起顺时针与厄尔省、伊夫林省、埃松省、卢瓦雷省、卢瓦-谢尔省、萨尔特省和奧恩省接壤。
与阿夫尔河畔当皮埃尔接壤的市镇（或旧市镇、城区）包括：阿孔、德鲁瓦西、诺南库尔、圣吕班德容什雷、普吕德芒什、贝鲁拉米洛蒂耶尔。

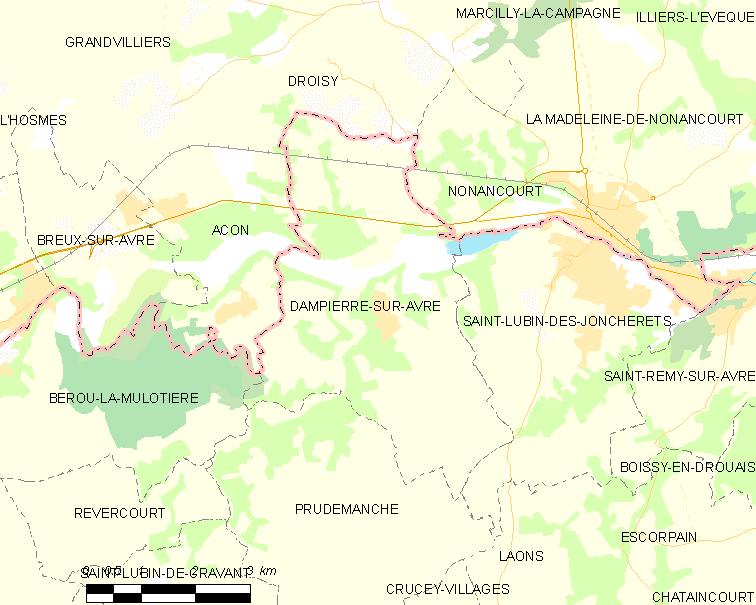
阿夫尔河畔当皮埃尔的OSM定位图

阿夫尔河畔当皮埃尔的时区为UTC+01:00、UTC+02:00（夏令时）。

## 行政
阿夫尔河畔当皮埃尔的邮政编码为28350，INSEE市镇编码为28124。

## 政治
阿夫尔河畔当皮埃尔所属的省级选区为圣吕班德容什雷县。

## 人口

1962-2008年间阿夫尔河畔当皮埃尔人口变化图示

阿夫尔河畔当皮埃尔于2022年1月1日时的人口数量为763人。